# Універбація
Універбáція (з латин. unus — «один» і verbum — «слово») — різновид суфіксального способу словотворення на основі словосполучення, при якому в похідне слово входить основа лише одного з членів словосполучення, тобто по формі похідне співвідносне лише з одним словом, а за змістом — з цілим словосполученням. У лінгвістичній літературі цей спосіб творення іменується по-різному: включення, стягнення, семантична конденсація, семантична компресія, еліпсис, згортання найменувань і, найчастіше, універбація.

Слова-універбанти - одиниці мови, які вживаються, в основному, в розмовному і розмовно-професійному мовленні, виникли в результаті компрессивного словотворення. Наприклад,  іменники типу «кредитка», «маршрутка», «читалка» формально мотивуються прикметниками, а семантично - словосполученнями: «кредитна картка», «маршрутне таксі», «читальний зал».

## Історія
Назву універбація вперше вжив німецький лінгвіст Карл Бругман у граматиці 1904 року для позначення звукових одиниць, що «виникли на основі словосполучень зовні цільнооформлених, але таких, що не мають змістовної ізольованості». Пізніше сфера вжитку терміна була розширена в роботах О. В. Ісаченка.  
Спосіб словотворення активізувався в 60-90-і роки XX ст. Це явище поширене і в інших слов'янських мовах, що підтверджується спостереженнями російських, польських, чеських, словацьких, болгарських лінгвістів (О. В. Ісаченко, М. Докуліл, А. Едличка, Д. Буттлер, А. Борташевич, М. Віденов та ін.).
З 60-х років XIX століття в російській літературній мові зміцнюється тенденція синонімічного заміщення словосполучень розмовними новоутвореннями на -к(а) (типу казёнка «казенка»), що запозиченнями потрапляли і в українську мову.  В кінці XIX століття універбати склали велику групу слів, що належать до різних тематичних груп. Наприклад: ночлежка — «нічліжка» - нічліжний будинок; централка - центральна в'язниця; дисциплинарка - дисциплінарне стягнення. Спочатку слова-універбати мали різке експресивне забарвлення для того, щоб затаврувати негативні явища, наприклад: учредилка (пор.  курилка, предварилка  та под.), уравниловка «зрівнялівка», обезличка «знеосбка», рвач та ін.
Слід також зазначити особливу продуктивність утворення універбатів у радянський період. Революційні зрушення відбилися і на мові. З'являлися слова типу партійка - партійний квиток, що відображали перетворення в політичному житті країни. Широке поширення універбації обумовлено, з одного боку, законом «економії зусиль», а з другого - різким прискоренням темпу життя. Деякі універбати відображають соціально-культурний компонент радянської епохи кінця ХХ століття:  комісіонка - комісійний магазин; комуналка - комунальна квартира; альтернативка - альтернативна громадянська служба; безлімітка - безлімітна підписка; валютка - валютний магазин; соціалка - соціальна допомога.
Багато з подібних утворень перестали вживатися зі зникненням відповідних явищ. Наприклад: охранка - охоронне відділення; конка - кінна залізниця; низовка - низова робота; чавунка - чавунна залізниця; реалка - реальне училище. Інші, навпаки, стали єдиними позначеннями відповідних реалій, втративши розмовність і витіснивши мотивуючі неоднослівні найменування з широкого вжитку. Наприклад: антонівка - антонівські яблука; гвинтівка - гвинтова рушниця; листівка - відкритий лист; фінка - фінський ніж; поганка - поганий гриб.
Творення універбатів в українській мові може стимулюватися як з російської, так і з польської мов, навіть якщо вони не є прямими запозиченнями, через високу продуктивність словотвірного типу в цих мовах. Наприклад, з одного боку, кредитка — кредитна картка, а з другого, — кредитівка — кредитна (кредитова) спілка; пралка (рос. стиралка) і пралька (польськ. pralka) — пральна машина. 
У сучасній українській мові слова-універбати знайшли відображення в тлумачних словниках і широко використовуються в розмовній мові. До них належать слова, що входять до різних тематичних груп. Наприклад: шкірянка - шкіряна куртка; дублянка - дубляна шуба; анонімка - анонімний лист; методичка - методичний посібник; підсобка - підсобне приміщення; безготівка - безготівковий розрахунок.
Про високу продуктивність цієї моделі словотвору свідчить і часте використання універбатів у мові преси. Активізація універбації атрибутивних словосполучень та стягнення структури окремих слів засвідчується численними неологізмами: автономка — автономне опалення (в будинках); автоцивілка — страхування засобів транспорту; акцизка — акцизна марка; валютка — пункт обміну валюти волонтерка — волонтерська допомога; гуманітарка — гуманітарна допомога; електронка — електронна пошта; комуналка — 1) комунальна сфера, 2) комунальні платежі; кредитка — кредитна картка; мажоритарка — 1) система виборів за мажоритарним принципом; 2) мажоритарний виборчий округ; материнка — материнська плата (у комп’ютері); мікрохвильовка  —
мікрохвильова піч; мінімалка — мінімальна заробітна плата чи пенсія; мобілка — мобільний телефон; персоналка — gерсональний комп’ютер; пропорційка — пропорційна система голосування; снайперка — снайперська гвинтівка; соціалка — соціальна сфера; спрощенка — спрощена система оподаткування; флешка — флеш-карта. Також зі значенням збірності: молочка — молочні продукти; слабоалкоголка — слабоалкогольні напої; ювелірка — ювелірні вироби та под. 

## Структурні особливості й способи утворення
Універбація ґрунтується на відношенні семантичної еквівалентності між твірним словосполученням і похідним словом. При утворенні слів зі словосполучень зазвичай відбувається своєрідна словотвірна компресія, тому універбація відноситься до компресивного словотвору. Слова-універбати виступають вторинними найменуваннями, бо як номінація використовується менший за формою сегмент, ніж еквівалентне йому базове поєднання (наприклад: мінералка - мінеральна вода; струйник - струменевий принтер; дутик - дута куртка; мобілка, мобільник - мобільний телефон).
Особливості творення слів-універбатів:
1. Універбати утворюються на основі словосполучень «прикметник + іменник» (анонімка - анонімний лист), «іменник + іменник» (обмінник - пункт обміну валюти).
2. Як базова основа можуть виступати невільні і фразеологічно зв'язані словосполучення (анютки - братки, федералка - Федеральна Республіка Німеччини).
3. Утворювальна для універбатів може бути основа власного імені (хрущовка - типовий будинок, побудований за часів Хрущова).
4. При утворенні універбатів суфікс виробничої бази може як зберігатися, так і втрачатися (копірка - копіювальний папір).
5. При універбаціі можуть спостерігатися чергування морфем та усічення мотивуючої основи (академка - академічна відпустка).
6. Більшість слів-універбатів утворені за допомогою суфіксів -к(а) (діпломка - дипломна робота), ик / ник (цифровик - цифровий фотоапарат), -ак / -як (холостяк - холостий пробіг), - ух(а) (косуха - коса куртка) та ін. Зустрічаються також універбати-усічення (декрет - декретна відпустка).

## Лексико-тематичні групи і емоційно-експресивні властивості
• Харчові продукти ( згущонка, гречка, газованка)
• Види одягу (олімпійка, спортивка, афганка, арафатка)
• Транспортні засоби (позашляховик, попутка, моторка)
• Приміщення (гримерка)
• Газети і журнали (Літературка, Вечірка)
• Установи (музикалка, суворовка, мореходка)
• Хімічні речовини, ліки (нашатирка, аскорбінка, оксолінка)
• Бібліотеки та музеї (Третяківка, історичка)
• Топоніми (Бехтіївка, Солом’янка) та інші.
Що стосується емоційно-експресивних властивостей, то слід зазначити, що найбільша кількість універбатов виникає в розмовному й розмовно-професійному мовленні, в мові різних соціальних груп, що об'єднуються загальними інтересами.
Усередині розмовної лексики можна виділити наступні шари: 1) розмовно-літературна лексика - слова, характерні для напівофіційного спілкування (трикутка - трикутний капелюх, бетонка), 2) розмовно-побутова лексика (пралка - пральна машина, духовка), 3) розмовно-термінологічна лексика або розмовно-професійна (епоксидка - епоксидна смола, підсобка).
Слова-універбати є не тільки засобом компресії мови, а й засобом експресії, тобто вносять додаткову експресивно-емоційну оцінку, іноді - з різко негативним відтінком (забігайлівка, недоук).
Іноді в розмовній мові універбація служить засобом певної мовної гри, створюючи індивідуальні слова, різного роду каламбурні змішання (хрущоба = хрущовка + трущоба «нетрі», бившевик = бывший «колишній» + більшовик, гриповуха = грип + груповуха).